# Torymus frankiei
Torymus frankiei är en stekelart som beskrevs av Grissell 1973. Torymus frankiei ingår i släktet Torymus och familjen gallglanssteklar. Inga underarter finns listade i Catalogue of Life.